# اینگرید ویدال
اینگرید ویدال (انگلیسی: Ingrid Vidal؛ زادهٔ ۲۲ آوریل ۱۹۹۱) بازیکن فوتبال اهل کلمبیا است.
وی همچنین در تیم‌های ملی فوتبال Colombia women's national under-17 football team, Colombia women's national under-20 football team، و تیم ملی فوتبال زنان کلمبیا بازی کرده‌است.